# Le ore più buie
Le ore più buie (The Dark Hours, 2021) è un romanzo dello scrittore statunitense Michael Connelly, edito nel 2021, il quarto con protagonista la detective Renée Ballard che anche in questa occasione si ritrova a collaborare con Harry Bosch, ora alla ventitreesima avventura.

## Trama
Dopo il tramonto di Capodanno 2020 hollywood è inondata dal trambusto.
Gli abitanti di Los Angeles non vedono l'ora di lasciarsi alle spalle la pandemia di COVID-19 e le sommosse legate al movimento Black Lives Matter. La detective ha bisogno di nuovi stimoli. Inizia così a indagare su una coppia di stupratori soprannominati "Uomini della Mezzanotte" che da settimane sono a piede libero in città.
La notte di Capodanno mentre sta sorvegliando la città sottoposta a una pioggia di proiettili causati dall'inizio dei festeggiamenti viene chiamata sulla scena del primo crimine dell'anno: un proiettile che ha colpito un uomo alla testa.
Ballard si accorge subito che il proiettile che ha ucciso l'uomo non è caduto dal cielo e che la morte dell'uomo non è stata un incidente.
Le indagini la condurranno a un caso irrisolto di un omicidio su cui aveva indagato parecchi anni prima una sua vecchia conoscenza: l'ormai ex detective Harry Bosch.
I due detective si ritroveranno a collaborare per scoprire la verità e in che modo i due casi siano collegati.
Durante le indagini però gli "Uomini della Mezzanotte" continuano indisturbati i loro crimini a sfondo sessuale.
Ballard deve prevederne le mosse per evitare che un'ulteriore vittima venga presa di mira.

## Edizioni
- Michael Connelly, Le ore più buie, traduzione di Alfredo Colitto, 1ª ed., Piemme, 2022,  p. 397, ISBN 9788856683844.